# Museum Vestsjælland
Museum Vestsjælland er et statsanerkendt kulturhistorisk museum, et fusionsmuseum for kommunerne Kalundborg, Odsherred, Ringsted, Sorø, Slagelse og Holbæk. Det blev oprettet 31. december 2012 som et samarbejde mellem Kalundborg Museum, Museum Odsherred, Holbæk Museum, Ringsted Museum og Arkiv og Sydvestsjællands Museum.

## Besøgssteder
Museet har flere besøgssteder, 11 pr. marts 2017:
- Bakkekammen i Holbæk er et museum for bedre byggeskik
- Flakkebjerg Skolemuseum viser dagligdagen på skoler for perioden 1904 til 1962
- Holbæk Museum består af tolv historiske bygninger, blandt andet et Arkæolab for arkæologi
- Kalundborg Museum ligger midt i middelalderbyen og har udstillinger om vikingetiden, middelalderen med korstog samt havne- og dragthistorie.
- Malergården ved Lammefjorden, familien Swanes kunsterhjem
- Det kulturhistoriske Odsherreds Museum
- Odsherreds Kunstmuseum især om Odsherredsmalerne, der var inspireret af områdets lys og landskab
- Ringsted Museum og Arkiv om fortidens liv i landbruget og i købstæderne
- Skælskør Bymuseum udstiller om byens udvikling som handels- og søfartsby
- Slagelse Museum med fokus på handel, industri og håndværk
- Sorø Museum om Sorøs historie